# Phelps Promontory
Phelps Promontory är en udde i Antarktis. Den ligger i Sydshetlandsöarna. Argentina, Chile och Storbritannien gör anspråk på området.
Terrängen inåt land är platt norrut, men åt sydost är den kuperad. Havet är nära Phelps Promontory åt nordost. Trakten är glest befolkad. Närmaste befolkade plats är Maldonado Station, 19,7 kilometer öster om Phelps Promontory. 